# William Worthington
William Worthington (Troy, 8 aprile 1872 – Beverly Hills, 9 aprile 1941) è stato un attore e regista statunitense.

## Biografia
Nacque nello Stato di New York, a Troy. Cominciò la sua carriera come cantante d'opera e attore teatrale. Nel 1913 esordì nel cinema, interpretando un corto per la Selig Polyscope. Nel 1915, si dedicò alla regia: nella sua carriera diresse 67 film e ne interpretò 163. Firmò anche una sceneggiatura e produsse (nel 1915 e nel 1916) due film. Era a capo della Multicolor, una compagnia che utilizzava dei sistemi di colorazione basati sul Prizma Color. L'impresa fu comperata nel 1932 dalla Cinecolor.
Worthington fu attivo nel cinema fino alla morte nel 1941. Morì a Beverly Hills, a 69 anni.

## Filmografia

### Attore (parziale)
- The Restless Spirit, regia di Allan Dwan - cortometraggio (1913)
- The Passerby, regia di James Neill - cortometraggio (1913)
- Forgotten Women, regia di J. Farrell MacDonald - cortometraggio (1913)
- Back to Life, regia di Allan Dwan - cortometraggio (1913)
- The Barrier of Bars, regia di Allan Dwan - cortometraggio (1913)
- The Dread Inheritance, regia di J. Farrell MacDonald - cortometraggio (1913)
- The Man Who Lied, regia di J. Farrell MacDonald - cortometraggio (1914)
- Sealed Orders - cortometraggio (1914)
- Risen from the Ashes - cortometraggio (1914)
- Samson, regia di J. Farrell MacDonald (1914)
- Stolen Glory - cortometraggio (1914)
- On the Verge of War, regia di Otis Turner - cortometraggio (1914)
- The Woman in Black, regia di Lawrence Marston - cortometraggio(1914)
- The Spy, regia di Otis Turner (1914)
- On the Rio Grande, regia di Otis Turner - cortometraggio (1914)
- Prowlers of the Wild, regia di Otis Turner - cortometraggio (1914)
- The Sob Sister, regia di Otis Turner - cortometraggio (1914)
- Circle 17, regia di Otis Turner - cortometraggio (1914)
- Through the Flames, regia di Otis Turner - cortometraggio (1914)
- A Prince of Bavaria, regia di Frank Lloyd - cortometraggio (1914)
- As the Wind Blows, regia di Frank Lloyd - cortometraggio
- Kid Regan's Hands, regia di Otis Turner - cortometraggio
- The Vagabond, regia di Frank Lloyd - cortometraggio (1914)
- The Link That Binds, regia di Frank Lloyd - cortometraggio (1914)
- The Chorus Girl's Thanksgiving, regia di Frank Lloyd - cortometraggio (1914)
- The Opened Shutters, regia di Otis Turner (1914)
- Damon and Pythias, regia di Otis Turner (1914)
- Called Back, regia di Otis Turner (1914)
- A Page from Life, regia di Frank Lloyd - cortometraggio (1914)
- The Big Sister's Christmas, regia di Otis Turner - cortometraggio (1914)
- The Flash, regia di Otis Turner (1915)
- Changed Lives, regia di Otis Turner - cortometraggio (1915)
- The Black Box, regia di Otis Turner - serial cinematografico in 15 episodi (1915)
- The Grail, regia di William Worthington - cortometraggio (1915)
- Homage, regia di William Worthington - cortometraggio (1915)
- The Great Ruby Mystery, regia di Otis Turner - cortometraggio (1915)
- The Queen of Hearts, regia di William Worthington - cortometraggio (1915)
- The Reward of Chivalry, regia di William Worthington - cortometraggio (1916)
- High Heels, regia di Lee Kohlmar (1921)
- The Green Goddess, regia di Sidney Olcott (1923)
- Red Lights, regia di Clarence G. Badger (1923)
- The Awful Truth, regia di Paul Powell (1925)
- Her Honor, the Governor, regia di Chester Withey (1926)
- L'irresistibile (Kid Boots), regia di Frank Tuttle (1926)
- The Return of Boston Blackie, regia di Harry O. Hoyt (1927)
- Good Morning, Judge, regia di William A. Seiter (1928)
- Don Giovanni in gabbia (Happiness Ahead), regia di William A. Seiter (1928)
- Naufraghi dell'amore (Half a Bride), regia di Gregory La Cava (1928)
- Rinascita (The Man Who Came Back), regia di Raoul Walsh (1931)
- Finger Prints, regia di Ray Taylor (1931)
- Fiamme sul mare (Shipmates), regia di Harry A. Pollard (1931)
- The Trial of Vivienne Ware, regia di William K. Howard (1932)
- No More Orchids, regia di Walter Lang (1932)
- Signore sole (The Keyhole), regia di Michael Curtiz (1933)
- Gabriel Over the White House, regia di Gregory La Cava (1933)
- Il piccolo gigante re dei gangsters (The Little Giant), regia di Roy Del Ruth (1933)
- Dinamite doppia (Picture Snatcher), regia di Lloyd Bacon (1933)
- The Silk Express, regia di Ray Enright (1933)
- La crociera delle ragazze (Melody Cruise ), regia di Mark Sandrich (1933)
- La gloria del mattino (Morning Glory), regia di Lowell Sherman (1933)
- Signora per un giorno (Lady for a Day), regia di Frank Capra (1933)
- Amai una donna (I Loved a Woman), regia di Alfred E. Green (1933)
- Perils of Pauline, regia di Ray Taylor (1933)
- La guerra lampo dei fratelli Marx (Duck Soup), regia di Leo McCarey (1933)
- Partita a quattro (Design for Living), regia di Ernest Lubitsch (1933)
- You Can't Buy Everything, regia di Charles Reisner (1934)
- Beggars in Ermine, regia di Phil Rosen (1934)
- Sceriffo sono io (The Gold Ghost), regia di Charles Lamont - cortometraggio (1934)
- Il mondo va avanti (The World Moves On), regia di John Ford (1934)
- His Greatest Gamble, regia di John S. Robertson (1934)
- Abbasso le donne (Dames), regia di Ray Enright (1934)
- One Exciting Adventure, regia di Ernst L. Frank (1934)
- Tailspin Tommy, regia di Louis Friedlander (Lew Landers) (1934)
- The President Vanishes, regia di William A. Wellman (1934)
- The Man Who Reclaimed His Head, regia di Edward Ludwig (1934)
- Grand Old Girl, regia di John S. Robertson (1935)
- Symphony of Living, regia di Frank R. Strayer (1935)
- A Notorious Gentleman, regia di Edward Laemmle (1935)
- Twenty Dollars a Week, regia di Wesley Ford (1935)
- A Night at the Ritz, regia di William C. McGann (1935)
- Il cardinale Richelieu (Cardinal Richelieu), regia di Rowland V. Lee (1935)
- Tentazione bionda (Reckless), regia di Victor Fleming (1935)
- Public Hero #1, regia di J. Walter Ruben (1935)
- Hooray for Love, regia di Walter Lang (1935)
- Sulle ali della canzone (Love Me Forever), regia di Victor Schertzinger (1935)
- The Keeper of the Bees, regia di Christy Cabanne (1935)
- Orchids to You, regia di William A. Seiter (1935)
- Anna Karenina, regia di Clarence Brown (1935)
- Dangerous Intrigue, regia di David Selman (1936)
- Sergeant Murphy, regia di B. Reeves Eason (1938)
- Tramonto (Dark Victory), regia di Edmund Goulding (1939)
- Joan of Ozark, regia di Joseph Santley (1942)

### Galleria d'immagini - Regista

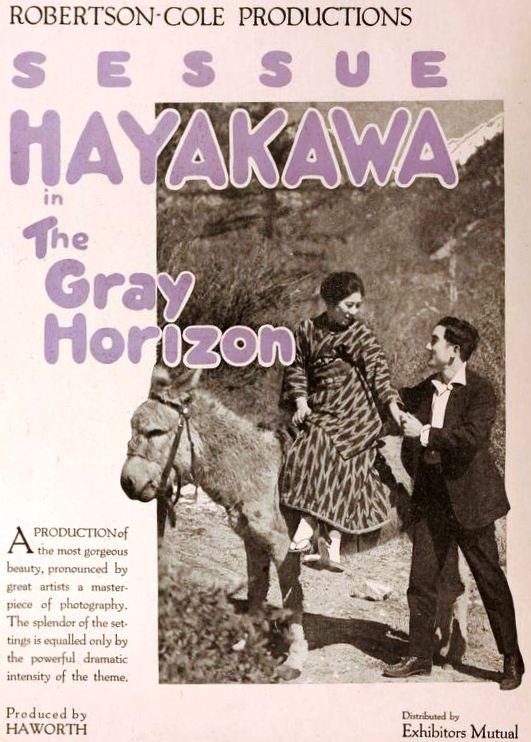
The Gray Horizon (1919)
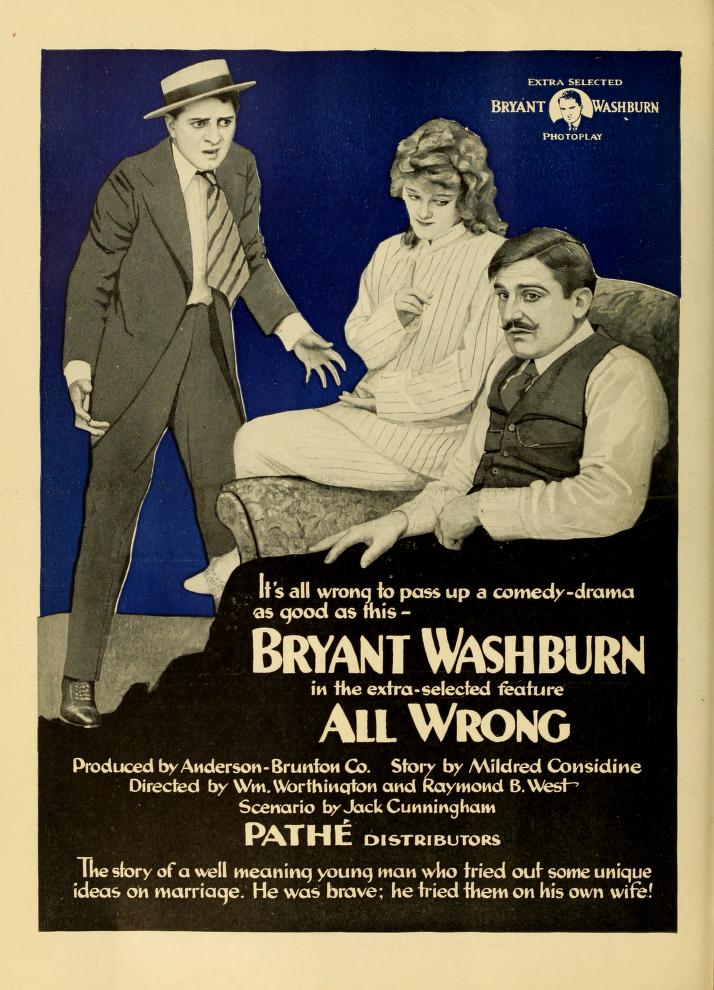
All Wrong (1919)
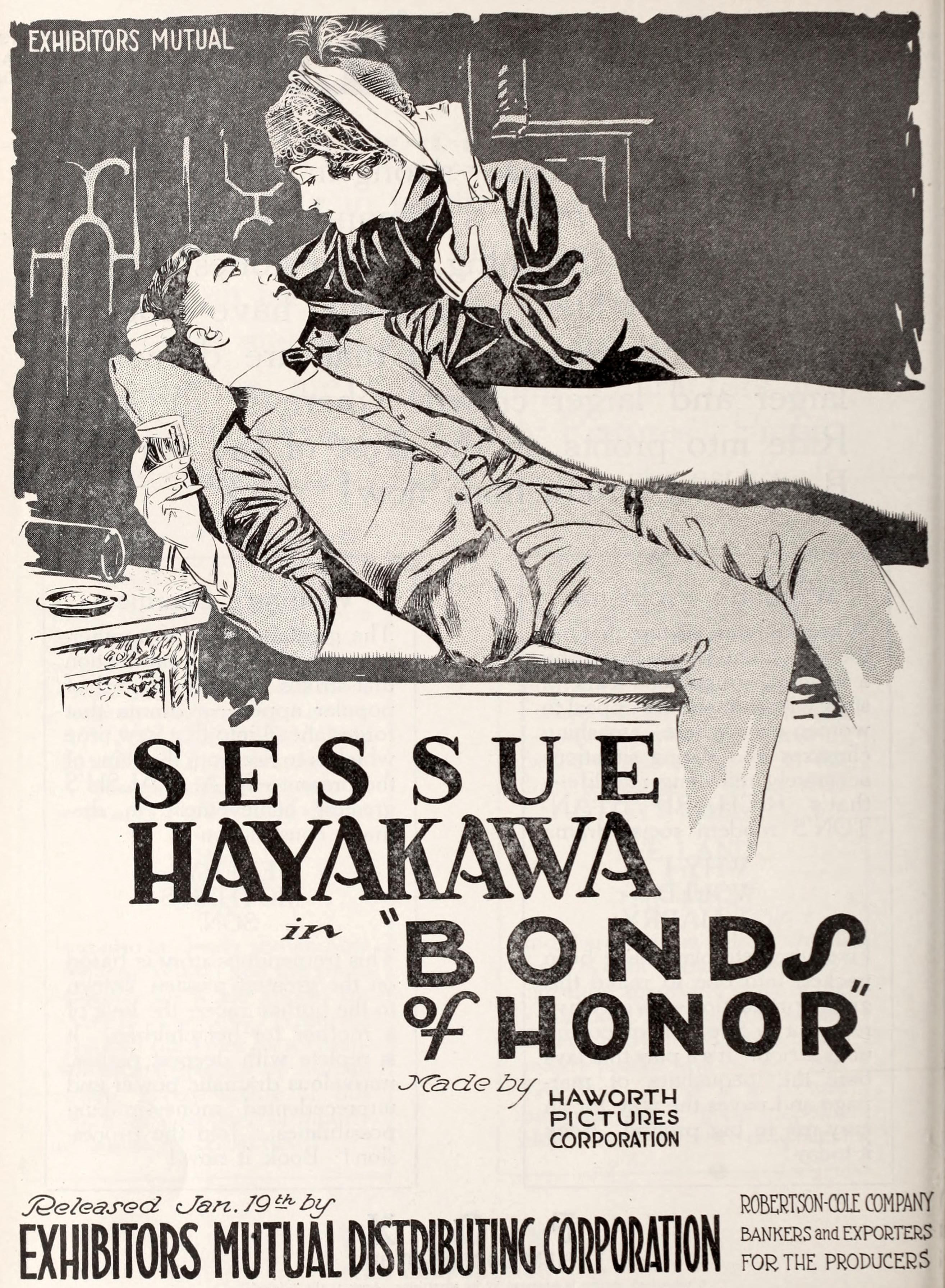
Bonds of Honor (1919)

### Regista
- The Grail - cortometraggio (1915)
- Homage - cortometraggio (1915)
- The Gopher - cortometraggio (1915)
- The Social Lion - cortometraggio (1915)
- Misjudged - cortometraggio (1915)
- The Queen of Hearts - cortometraggio (1915)
- Her Prey - cortometraggio (1915)
- The Fair God of Sun Island - cortometraggio (1915)
- On the Level - cortometraggio (1915)
- In Search of a Wife - cortometraggio (1915)
- As the Shadows Fall - cortometraggio (1915)
- The Reward of Chivalry - cortometraggio (1916)
- The Family Secret - cortometraggio (1916)
- The Dupe - cortometraggio (1916)
- After the Play - cortometraggio (1916)
- The Best Man's Bride - cortometraggio (1916)
- The Mark of a Gentleman - cortometraggio (1916)
- Darcy of the Northwest Mounted - cortometraggio (1916)
- The Wire Pullers - cortometraggio (1916)
- The Rose Colored Scarf - cortometraggio (1916)
- The False Part - cortometraggio (1916)
- They Wouldn't Take Him Seriously - cortometraggio (1916)
- Nature Incorporated - cortometraggio (1916)
- Lee Blount Goes Home - cortometraggio (1916)
- Cross Purposes - cortometraggio (1916)
- The Heart of a Show Girl  - cortometraggio (1916)
- Main 4400 - cortometraggio (1916)
- Trionfa l'amore (Love Never Dies) (1916)
- The Masked Woman - cortometraggio (1916)
- A Stranger from Somewhere (1916)
- Little Partner - cortometraggio (1916)
- The Devil's Pay Day (1917)
- The Man Who Took a Chance (1917)
- The Clock (1917)
- Bringing Home Father (1917)
- The Car of Chance (1917)
- The Clean-Up (1917)
- The Beloved Traitor (1918)
- Twenty-One (1918)
- Ghost of the Rancho (1918)
- His Birthright (1918)
- A Heart in Pawn (1919)
- The Courageous Coward (1919)
- His Debt (1919)
- All Wrong, co-regia di Raymond B. West (1919)
- The Man Beneath (1919)
- The Gray Horizon (1919)
- Il pittore dei draghi (The Dragon Painter) (1919)
- Bonds of Honor (1919)
- The Illustrious Prince (1919)
- L'idolo offeso (The Tong Man) (1919)
- The Beggar Prince (1920)
- The Silent Barrier (1920)
- The Unknown Wife (1921)
- The Beautiful Gambler (1921)
- Opened Shutters (1921)
- Go Straight (1921)
- Dr. Jim (1921)
- The Greater Profit (1921)
- Tracked to Earth (1922)
- Out of the Silent North  (1922)
- Afraid to Fight (1922)
- Kindled Courage (1923)
- The Bolted Door (1923)
- Fashionable Fakers (1923)
- The Girl on the Stairs (1925)
- Beauty and the Bad Man (1925)